# Eduards Višņakovs
Eduards Višņakovs (Riga, 10 maggio 1990) è un calciatore lettone, attaccante del Riga Mariners.

## Carriera

### Club
Ha giocato nella massima serie del campionato lettone, cominciando con il Tranzīts e passando al Ventspils, con cui ha vinto un campionato lettone, una coppa lettone e una Baltic League. Passato nel 2012 nelle file dei kazaki del Şaxter Qaraǧandy, dove ha vinto il campionato. Nel 2013, a metà stagione, approda al campionato polacco, passando al Widzew Łódź; vi rimane anche nella stagione successiva, passando però al Ruch Chorzów.
Nell'estate del 2015 approda alla massima serie belga, con il Westerlo; dopo una salvezza stentata, nella stagione successiva torna in Polonia con il Ruch Chorzów.

### Nazionale
Ha esordito con la nazionale Under-21 il 14 novembre 2009, nella sconfitta contro i pari età della Romania patita nella gara valida per le Qualificazioni al campionato europeo di calcio Under-21 2011. In tutto, ha totalizzato 13 presenze con l'Under-21 senza mettere a segno reti
Ha esordito in nazionale maggiore l'11 ottobre 2013 nel 2-0 subito a opera della Lituania in un incontro valido per le qualificazioni ai mondiali del 2014, entrando nei minuti finali al posto di Māris Verpakovskis. Quattro giorni più tardi fa il suo esordio da titolare, giocando i primi 85 minuti della partita contro la Slovacchia, anch'essa valida per le qualificazioni al mondiale 2014.

## Statistiche

### Cronologia presenze e reti in nazionale
| Cronologia completa delle presenze e delle reti in nazionale ― Lettonia | Cronologia completa delle presenze e delle reti in nazionale ― Lettonia | Cronologia completa delle presenze e delle reti in nazionale ― Lettonia | Cronologia completa delle presenze e delle reti in nazionale ― Lettonia | Cronologia completa delle presenze e delle reti in nazionale ― Lettonia | Cronologia completa delle presenze e delle reti in nazionale ― Lettonia | Cronologia completa delle presenze e delle reti in nazionale ― Lettonia | Cronologia completa delle presenze e delle reti in nazionale ― Lettonia |
| Data                                                                    | Città                                                                   | In casa                                                                 | Risultato                                                               | Ospiti                                                                  | Competizione                                                            | Reti                                                                    | Note                                                                    |
| ----------------------------------------------------------------------- | ----------------------------------------------------------------------- | ----------------------------------------------------------------------- | ----------------------------------------------------------------------- | ----------------------------------------------------------------------- | ----------------------------------------------------------------------- | ----------------------------------------------------------------------- | ----------------------------------------------------------------------- |
| 11-10-2013                                                              | Vilnius                                                                 | Lituania                                                                | 2 – 0                                                                   | Lettonia                                                                | Qual. Mondiali 2014                                                     | -                                                                       | 77’                                                                     |
| 15-10-2013                                                              | Riga                                                                    | Lettonia                                                                | 2 – 2                                                                   | Slovacchia                                                              | Qual. Mondiali 2014                                                     | -                                                                       | 74’ 85’                                                                 |
| 15-11-2013                                                              | Dublino                                                                 | Irlanda                                                                 | 3 – 0                                                                   | Lettonia                                                                | Amichevole                                                              | -                                                                       | 46’                                                                     |
| 5-3-2014                                                                | Skopje                                                                  | Macedonia del Nord                                                      | 2 – 1                                                                   | Lettonia                                                                | Amichevole                                                              | -                                                                       | 64’                                                                     |
| 3-9-2014                                                                | Rīga                                                                    | Lettonia                                                                | 2 – 0                                                                   | Armenia                                                                 | Amichevole                                                              | -                                                                       | 46’                                                                     |
| 9-9-2014                                                                | Astana                                                                  | Kazakistan                                                              | 0 – 0                                                                   | Lettonia                                                                | Qual. Euro 2016                                                         | -                                                                       | 79’                                                                     |
| 10-10-2014                                                              | Rīga                                                                    | Lettonia                                                                | 0 – 3                                                                   | Islanda                                                                 | Qual. Euro 2016                                                         | -                                                                       | 81’                                                                     |
| 13-10-2014                                                              | Rīga                                                                    | Lettonia                                                                | 1 – 1                                                                   | Turchia                                                                 | Qual. Euro 2016                                                         | -                                                                       | 45'+2’ 80’                                                              |
| 16-11-2014                                                              | Amsterdam                                                               | Paesi Bassi                                                             | 6 – 0                                                                   | Lettonia                                                                | Qual. Euro 2016                                                         | -                                                                       | 70’                                                                     |
| 31-3-2015                                                               | Leopoli                                                                 | Ucraina                                                                 | 1 – 1                                                                   | Lettonia                                                                | Amichevole                                                              | -                                                                       | 68’                                                                     |
| 12-6-2015                                                               | Rīga                                                                    | Lettonia                                                                | 0 – 2                                                                   | Paesi Bassi                                                             | Qual. Euro 2016                                                         | -                                                                       | 62’                                                                     |
| 3-9-2015                                                                | Konya                                                                   | Turchia                                                                 | 1 – 1                                                                   | Lettonia                                                                | Qual. Euro 2016                                                         | -                                                                       | 82’                                                                     |
| 13-10-2015                                                              | Rīga                                                                    | Lettonia                                                                | 0 – 1                                                                   | Kazakistan                                                              | Qual. Euro 2016                                                         | -                                                                       | 57’                                                                     |
| 13-11-2015                                                              | Belfast                                                                 | Irlanda del Nord                                                        | 1 – 0                                                                   | Lettonia                                                                | Amichevole                                                              | -                                                                       | 71’                                                                     |
| 7-10-2017                                                               | Tórshavn                                                                | Fær Øer                                                                 | 0 – 0                                                                   | Lettonia                                                                | Qual. Mondiali 2018                                                     | -                                                                       | 83’                                                                     |
| Totale                                                                  |                                                                         | Presenze                                                                | 15                                                                      |                                                                         | Reti                                                                    | 0                                                                       |                                                                         |

## Palmarès

### Club

#### Competizioni internazionali
- Baltic League: 1

Ventspils: 2009-2010

#### Competizioni nazionali
- Coppa di Lettonia: 1

Ventspils: 2010-2011
- Campionato lettone: 1

Ventspils: 2011
- Campionato kazako: 1

Şaxter Qaraǧandy: 2012

### Nazionale
- Coppa del Baltico: 1

2014